# Saint-Paul-Mont-Penit
Saint-Paul-Mont-Penit è un comune francese di 680 abitanti situato nel dipartimento della Vandea nella regione dei Paesi della Loira.

## Società

### Evoluzione demografica
Abitanti censiti